# Parahemiurus merus
Parahemiurus merus är en plattmaskart. Parahemiurus merus ingår i släktet Parahemiurus och familjen Hemiuridae. Inga underarter finns listade i Catalogue of Life.